# Ana Blandiana
Ana Blandiana, eredeti nevén Otilia Doina Coman (Temesvár, 1942. március 25.) Herder-díjas román költő, író, újságíró, a romániai PEN Club elnöke.

## Élete
Középiskolai tanulmányait Nagyváradon végezte, majd a kolozsvári Babeș–Bolyai Tudományegyetemen bölcsészdiplomát szerzett. Első versei a Tribuna című irodalmi lapban jelentek meg. A Viața studențească és az Amfiteatru szerkesztőségében dolgozott. Cikkei és versei jelentek meg a Le Monde, Esprit, La Quinzaine Littéraire, Le Journal des Poetes című lapokban. 1973-74-ben kilenc hónapot töltött tanulmányi ösztöndíjjal az Amerikai Egyesült Államokban (Iowa University). A Ceaușescu-rendszer utolsó éveiben tiltólistára került. 1989 decemberében részt vett a Nemzeti Megmentési Front ideiglenes tanácsában, de 1990 január 29-én lemondott, tiltakozva az ellen, hogy a forradalmat antidemokratikus erők sajátították ki – így tekintette ugyanis a Nemzeti Megmentési Front párttá alakulását.
Ezt követően közéleti tevékenységének célja a civil társadalom újraépítése, a pluralizmus és tolerancia előmozdítása volt. Egyike volt az Alianța Civică (Civil Szövetség) kezdeményezőinek (amelynek elnöke is volt 1991-2001 között), illetve alapító tagja a Fundația Academia Civică-nak (Civil Akadémia Alapítvány), amelynek vezetője lett.
1969-ben a Romániai Írószövetség költészeti díját nyerte el, 1970-ben a Román Akadémia költészeti díját, 1980-ban pedig az írószövetség prózai díját. 1982-ben Herder-díjat kapott.

## Művei

### Verseskötetek
- Persoana întâia plural (Többes szám első személy), 1964
- Călcâiul vulnerabil (A sebezhető sarok), 1966
- A treia taină (A harmadik titok), 1969
- Cincizeci de poeme (Ötven költemény), 1970
- Octomvrie, noiemvrie, decemvrie, 1972
- Poezii (Versek), 1974
- Somnul din somn, 1977
- Sternenherbst (román-német), Dionysos, Németország: Kindle Edition, (Amazon). Fordító Christian W. Schenk, 2011

### Esszégyűjtemények
- Calitatea de martor, 1970
- Eu scriu, tu scrii, el, ea scrie, 1976

### Prózai művek
- Cele patru anotimpuri (A négy évszak), 1977
- Cea mai frumoasă dintre lumile posibile (A lehetséges világok legszebbike) – lírai útinapló, 1978

## Magyarul
- Homokóra. Vers; ford. Hervay Gizella; Kriterion, Bukarest, 1971
- Honnan jön a nyár?; ford. Lendvay Éva; Creanga, Bukarest, 1984
- Valaki engem álmodik; ford., vál. Farkas Árpád; Kriterion, Bukarest, 1985 (Román költők)
- A megálmodott; ford. Lendvay Éva; Európa, Bp., 1990
- Szelíd állat. Versek; ford. Farkas Árpád et al.; Pont, Bp., 1998
- Az értelem apálya; ford. Gaál Áron; Ámon, Bp., 2007 (Metamorphosis könyvek)
- Aşteaptă să vină octombrie / Várd ki, amíg eljön az október / Várj, míg megjön az október / Várd, hogy jöjjön az október. Az Országos Idegennyelvű Könyvtár 16. műfordítás-pályázatának válogatott alkotásai; Cédrus Művészeti Alapítvány, Budapest, 2021
- A szenvedés átválthatósága. Életmű-válogatás; vál. Deák Melinda, szerk., tan. Reisinger János; Oltalom Alapítvány–Brassói Lapok, Budakalász–Brassó, 2022